# ريتشارد باكمان
ريتشارد باكمان (بالإنجليزية: Richard Bachman)‏؛ اسم أدبي كتب من خلاله الروائي الأمريكي ستيفن كينغ عددًا من رواياته في أدب الرعب.

## Bibliography
- غيظ (1977)
- المشي الطويل (1979)
- صيانة الطريق (1981)
- الهارب (رواية) (1982)
- أكثر خِفّة (1984)
- المُنظّمات (1996)
- اشتعال (2007)